# Karoly Guttler
Karoly Guttler (Hungría, 15 de junio de 1968) es un nadador húngaro retirado especializado en pruebas de estilo braza, donde consiguió ser subcampeón olímpico en 1996 en los 200 metros.

## Carrera deportiva
En los Juegos Olímpicos de Seúl 1988 ganó la medalla de plata en los 100 metros braza, con un tiempo de 1:02.05 segundos, tras el británico Adrian Moorhouse y por delante del soviético Dmitry Volkov; y ocho años después, volvió a ganar la plata esta vez en los 200 metros braza, en las Olimpiadas de Atlanta 1996 con un tiempo de 2:13.03 segundos, tras su paisano húngaro Norbert Rózsa.